# Polemon
Polemon là một chi rắn trong họ Atractaspididae. Các loài trong chi này đều là loài đặc hữu của châu Phi. Có cả thảy 13 loài được ghi nhận.

## Các loài
| Genus Polemon -- 13 species |                            |                           |                         | |
| Species                     | Taxon author               | Subspecies*               | Common name             | Geographic range |
| P. acanthias                | (J.T. Reinhardt, 1860)     | ————                      | Reinhardt's snake-eater | Guinea, Liberia, Ivory Coast, Ghana, Togo, Sierra Leone.                                                                                  |
| P. barthii                  | Jan, 1858                  | ————                      | Guinea snake-eater      | Guinea, Ivory Coast, Cameroon. |
| P. bocourti                 | Mocquard, 1897             | ————                      | Bocourt's snake-eater   | Cameroon, Rio Muni, Gabon, Democratic Republic of the Congo (Zaire).                                                                      |
| P. christyi                 | (Boulenger, 1903)          | ————                      | eastern snake-eater     | Dem. Rep. Congo, Malawi, Uganda, Tanzania, Zambia.                                                                                        |
| P. collaris                 | (W. Peters, 1881)          | brevior longior           | collared snake-eater    | Angola, Cameroon, Democratic Republic of the Congo, Gabon, Equatorial Guinea, Rwanda, Burundi, Uganda, Nigeria, Central African Republic. |
| P. fulvicollis              | (Mocquard, 1887)           | gracilis graueri laurenti | African snake-eater     | Gabon, Democratic Republic of the Congo (Zaire), Congo, Uganda.                                                                           |
| P. gabonensis               | (A.H.A. Duméril, 1856)     | schmidti                  | Gaboon snake-eater      | Democratic Republic of the Congo (Zaire), Cameroon, Nigeria, Benin, Togo, Central African Republic.                                       |
| P. gracilis                 | (Boulenger, 1911)          | ————                      | graceful snake-eater    | South Cameroon. |
| P. griseiceps               | (Laurent, 1947)            | ————                      | Cameroon snake-eater    | Cameroon, Central African Republic, Congo.                                                                                                |
| P. leopoldi                 | (de Witte, 1941)           | ————                      |                         | Rwanda. |
| P. neuwiedi                 | (Jan, 1858)                | ————                      | Ivory Coast snake-eater | Ivory Coast, Ghana, Togo, Benin, Burkina Faso, Nigeria.                                                                                   |
| P. notatus                  | (W. Peters, 1882)          | aemulans                  |                         | Cameroon, Central African Republic, Democratic Republic of the Congo, Gabon.                                                              |
| P. robustus                 | (de Witte & Laurent, 1943) | ————                      | Zaire snake-eater       | Democratic Republic of the Congo (Zaire), Central African Republic.                                                                       |